# Il pentito
Pour plus de détails, voir Fiche technique et Distribution.
Il pentito est un film de gangsters italien réalisé par Pasquale Squitieri et sorti en 1985.

## Synopsis
Dans les années 1970, une crise financière aux États-Unis provoque un séisme au sein de Cosa nostra. Le banquier Spinola, administrateur de l'argent sale de la mafia, fait partir en fumée les finances de Cosa nostra à la suite de la faillite. Il voyage en Sicile en faisant passer cela pour un faux enlèvement pour tenter de réparer les dommages causés mais aucun accord n'est trouvé et il est renvoyé aux États-Unis où il est ensuite arrêté. Entre-temps, Vanni Ragusa se retrouve en désaccord avec les parrains de Cosa nostra et une véritable guerre mafieuse s'ensuit. Ragusa parvient toutefois à s'échapper indemne et à se réfugier aux États-Unis. Incapable de l'éliminer, Cosa nostra décide de tuer des membres de sa famille. Sa famille étant décimée par la mafia, il décide de collaborer avec le FBI et la justice italienne, en particulier avec le juge Falco. Ses déclarations donnent une image plus complète de la structure de Cosa nostra. Une série de perquisitions conduira en prison des personnalités de la pègre organisée. 

## Fiche technique
- Titre : Il pentito[1],[2]
- Réalisation : Pasquale Squitieri
- Scenario : Pasquale Squitieri, Mario Cecchi Gori, Orazio Barrese, Lino Jannuzzi (it), Laura Toscano et Franco Marotta
- Photographie :	Silvano Ippoliti (it)
- Montage : Mauro Bonanni (it)
- Musique : Ennio Morricone
- Décors : Umberto Turco (it)
- Costumes : Tiziana Mancini
- Maquillage : Massimo De Rossi (it)
- Production : Mario et Vittorio Cecchi Gori
- Société de production : Cecchi Gori Group
- Pays de production :  Italie
- Langue originale : Italien
- Format : Couleurs - Son stéréo - 35 mm
- Durée : 120 minutes
- Genre : Film de gangsters et drame
- Dates de sortie :
  - Italie : 15 novembre 1985

## Distribution
- Tony Musante : Vanni Ragusa
- Claudine Auger : Rosa Ragusa
- Franco Nero : Juge Giovanni Falco
- Max von Sydow : le banquier Mario Spinola
- Erik Estrada : Salvo Lercala
- Rita Rusić : la maîtresse de Vanni Ragusa
- Ivo Garrani : Michele Ferro, le parrain
- Marino Masè : le lieutenant des carabiniers
- Tony Sperandeo : un homme de Lercala
- Tommaso Palladino : un homme de Lercala
- Imma Piro : la femme du juge ami de Falco
- Luigi Montini : l'un des parrains
- Luigi Uzzo : l'un des parrains
- Venantino Venantini : l'un des parrains
- Rik Battaglia : le colonel des carabiniers
- Salvatore Billa : le frère de Vanni Ragusa

## Sources d'inspiration
Bien que tous les noms des personnages aient été changés, le film s'inspire de l'histoire du parrain Tommaso Buscetta, de son ascension dans la hiérarchie mafieuse à son repentir et sa collaboration avec la justice. L'assassinat d'un juge au moyen d'une voiture piégée sous sa maison rappelle ce qui est arrivé à Rocco Chinnici, tandis que le meurtre d'un commissaire de police à l'intérieur d'un bar s'inspire de celui de Boris Giuliano. L'avocat milanais Pistilli est modelé sur Giorgio Ambrosoli, le banquier Spinola sur Michele Sindona, le chef mafieux Salvo Lercala sur Totò Riina et le juge Falco sur son quasi-homonyme Giovanni Falcone. 